# Sentient (jeu vidéo)
Sentient est un jeu vidéo d'aventure développé et édité par Psygnosis, sorti en 1997 sur compatible PC et PlayStation.